# Georgios Paraskevopoulos
Georgios Paraskevopoulos (em grego:  Γεώργιος Παρασκευόπουλος; nasceu? – faleceu?) foi um ciclista grego. Ele competiu em dois eventos nos Jogos Olímpicos de Verão de 1896, em Atenas.